# ハル薗田
ハル薗田（ハル そのだ、本名：薗田 一治（そのだ かずはる）、1956年9月16日 - 1987年11月28日）は、日本のプロレスラー。宮崎県小林市出身。元FMWの女子レスラー石倉由加利は姪にあたる。

## 来歴
中学・高校時代は柔道で活動し、1974年7月25日に全日本プロレスへ入門。10月からレフェリーとしてリングに上がり、その後1か月ほどレフェリーを務める。
1975年1月15日、名瀬市で渕正信戦にてデビュー。渕や大仁田厚と共に「若手三羽烏」と呼ばれる。初期のリングネームは本名を用いているが、字は草冠なしの「園田」としていた。
1978年4月、短期ながら東南アジア遠征を体験。これは選手個人の海外修行ではなく全日本プロレスの海外興行であった。翌1979年9月から本格的な海外修行を開始し、プエルトリコを皮切りにアメリカ合衆国で活動した。プエルトリコ（カルロス・コロン主宰のWWC）ではミツ・イシカワとタッグを組み、1979年10月13日にWWC北米タッグ王座を獲得している。
1980年下期よりアメリカ本土に渡り、ハル・ソノダ（Haru Sonoda）またはプロフェッサー・ソノダ（Professor Sonoda）のリングネームで活動。髪を長く伸ばし、後ろ髪をポニーテール風に束ねて中国人風の長い口髭と顎髭を蓄えるという、香港の武術映画に登場する殺し屋をイメージしたスタイルであった。ジョブ・ボーイのポジションではあったが、フロリダのCWFやジョージアのGCWなど、NWAの主要テリトリーを東洋人ヒールとして転戦。フロリダでは1981年にミスター・ポーゴとタッグを組み、ダスティ・ローデス&ミル・マスカラスの人気コンビとも対戦した。
1982年4月、フリッツ・フォン・エリックの主宰していたテキサス州ダラスのWCCWへの参戦を機に、覆面レスラーのマジック・ドラゴン（Magic Dragon）に変身。ザ・グレート・カブキのパートナーとなり、ケビン、デビッド、ケリーのフォン・エリック兄弟やファビュラス・フリーバーズと抗争するなどして活躍した。
1984年の帰国後も、ジャイアント馬場の付き人を務めながらマジック・ドラゴンとして活動を続けるが、1985年6月5日、小林邦昭とのマスクと髪の毛を賭けたコントラ・マッチで敗退し、覆面を脱いで素顔に戻った。その後、デビュー当時の「園田一治」名義で数試合に出場した後、6月10日からリングネームをハル薗田に改名。6人タッグなどで時折メインイベントにも出場し、バイプレイヤーとして活躍した。またこの頃より、若手のコーチ役を兼務している。
1986年、台湾遠征時に現地でのみ再びマスクを被って「スーパー・ドラゴン」を名乗り、二代目タイガーマスクとシングルマッチを行った。
1987年9月に結婚したが、2か月後の同年11月28日、新婚旅行を兼ねた南アフリカ遠征の途上で南アフリカ航空295便墜落事故に遭遇、夫婦で事故の犠牲となった。31歳没。

## 得意技
- スライディング・キック

この技の元祖である。リング脇にいる相手に向かってダッシュし、スライディングしながら一番下のロープとマットの間から足を突き出して相手を蹴飛ばす。蹴る際に薗田はよく「キェーーー!!」という奇声を発し、これが出ると「それまで静かだった観客も必ず沸いた」と同僚のベテランレスラー達が述懐している。後にこの技は抗争で何度も食らった小林邦昭・三沢光晴・浅子覚が受け継いでいる。
- パイルドライバー

マジックドラゴン時代のフィニッシャー。
- トラース・キック
- オリエンタル・クロー
- バックハンド・チョップ
- ドロップキック
- フライング・ネックブリーカー・ドロップ

## エピソード
- 無骨な顔立ちながらその率直な性格が愛され、周囲からは「ゴリ」の愛称で可愛がられた。また、馬場の信頼も厚く「ゴリに言っておけば、（全日本プロレスの）全員に誤解なく伝わる」と薗田を評している。
- 夫婦揃って南ア航空295便墜落事故に巻き込まれる一因となった南アフリカ遠征は、馬場がタイガー・ジェット・シンの招聘（当時南アフリカでブッカーとしても活動していた）に応えたところから薗田の遠征が決まった。薗田の仲人でもあった馬場は「新婚旅行も兼ねて」とブッキングして航空券を渡したのは自分であり、この事故から後々に至るまで強い自責の念に駆られたと自伝に残している。なお、本来航空券は東京発パリ経由であり、1987年11月25日に成田国際空港でチケットをピックアップしようとしたがチケット自体が無く、相手プロモーターの手違いで台北経由（成田〜台北間はキャセイ・パシフィック航空を利用し、台北を深夜に出発する南ア航空295便を利用するルート）のチケットを送ってきたという[6][7]。また、この南アフリカ遠征は当初、ザ・グレート・カブキに声が掛かったものをカブキが断ったため、薗田に話が回ったと後年にカブキ本人が回顧している。
- 薗田の事故後、1987年12月16日、後楽園ホールで「ハル薗田選手夫妻を偲ぶメモリアル・セレモニー」[8]が開催された。告別の辞を述べた馬場は、遺影を前に涙が止まらず絶句した。まずは弟子たちによる追悼試合が行われ、その後10カウントゴングと共に1分間の黙祷が捧げられた。
- 新日本プロレスは1988年6月6日に宮崎県の小林市市民体育館で興行を開催した際、小林市が薗田の地元ということもあって追悼を行った。第1試合に先立って選手全員が登場し、30秒間の黙祷が行われた。当時のリングアナウンサーだった田中秀和は、著書『ケロの新日本プロレス奇行』（三一書房）において「VI '88 IWGPチャンピオンシリーズ」の6月6日の条にこのことを記している（111ページ）。彼はこの条の中で「団体は違っても同じプロレスを愛する仲間だったんです」と述べていた。
- コーチを兼務していた時期に、デビュー前の田上明・北原光輝・小橋健太・菊地毅らを指導している。小橋と菊地は本デビューに先駆け「ハル薗田選手夫妻を偲ぶメモリアル・セレモニー」で行なわれたバトルロイヤルでデビューしている。
- かつての教え子が多く在籍しているプロレスリング・ノアでは、2007年と2008年に若手選手のリーグ戦（かつての全日本におけるあすなろ杯争奪リーグ戦に当たる）が開催されたが、大会名は薗田の遺志を汲み、薗田が乗った飛行機が墜落した場所であるモーリシャス島にちなんで「モーリシャス杯争奪リーグ戦」と名付けられた。

## リングネーム
- 園田一治、薗田一治
- マジック・ドラゴン
- ハル薗田